# San Andrés Ahuatelco
San Andrés Ahuatelco är en ort i Mexiko.   Den ligger i kommunen Cohuecan och delstaten Puebla, i den sydöstra delen av landet, 80 km sydost om huvudstaden Mexico City. San Andrés Ahuatelco ligger 1 866 meter över havet och antalet invånare är 496.
Terrängen runt San Andrés Ahuatelco är huvudsakligen kuperad, men den allra närmaste omgivningen är platt. Runt San Andrés Ahuatelco är det ganska tätbefolkat, med 86 invånare per kvadratkilometer. Närmaste större samhälle är Yecapixtla, 18,0 km väster om San Andrés Ahuatelco. I omgivningarna runt San Andrés Ahuatelco växer huvudsakligen savannskog.